# Tatiana Radziwill
Tatiana Radziwill (en polonais : Tatiana Radziwiłł), de son nom d'épouse Tatiana Fruchaud, est née le 28 août 1939 à Rouen, en France. Fille du prince Dominique Radziwill et de la princesse Eugénie de Grèce, elle est une aristocrate de nationalité française et d'origine polonaise et grecque, connue pour sa proximité avec les familles royales de Grèce et d'Espagne.

## Famille
La princesse Tatiana est la fille aînée du prince polonais Dominique Radziwill (1911-1976) et de son épouse la princesse Eugénie de Grèce (1910-1989). Par son père, elle descend du prince Jérôme Radziwill (1885-1945) et de son épouse l'archiduchesse Renée d'Autriche-Teschen (1888-1935) tandis que, par sa mère, elle est la petite-fille du prince Georges de Grèce (1869-1957) et de la princesse Marie Bonaparte (1882-1962).
Le 24 mars 1966, Tatiana épouse, à Athènes, le cardiologue français Jean « John » Henri Fruchaud (1937), fils du médecin-colonel Henri Fruchaud (1894-1960) et de sa seconde épouse Eunice McCooey. De ce mariage naissent deux enfants :
- Fabiola Fruchaud (1967)[N 2] qui s'unit à Thierry Herrmann (1965) avant de divorcer et de se remarier à Didier Fradin (1959). D'où une fille, Titiana Herrmann (1996), et un fils, Édouard Fradin (2007) ;
- Alexis Fruchaud (1969), qui épouse Natalie Chandler. D'où une fille, Thalia Fruchaud (2008).

## Biographie
Fille de Dominique Radziwill et d'Eugénie de Grèce, Tatiana Radziwill naît en Normandie quelques jours avant le déclenchement de la Seconde Guerre mondiale,. L'invasion de la France par l'Allemagne en mai-juin 1940 pousse cependant la famille de la princesse à se réfugier dans le sud de l'hexagone avant de s'exiler en Afrique du Sud. Dans le dominion britannique, les Radziwill sont bientôt rejoints par les parents de la princesse Eugénie, Georges de Grèce et Marie Bonaparte, ainsi que par d'autres membres de la famille royale de Grèce, parmi lesquelles la princesse royale Frederika et ses enfants.
Rapidement, Tatiana se lie d'amitié avec Sophie de Grèce, future reine d'Espagne, qui a le même âge qu'elle. L'affection qui unit les deux cousines est d'ailleurs si forte que les biographes de la souveraine considèrent aujourd'hui Tatiana comme sa seule véritable amie,. La princesse passe par ailleurs beaucoup de temps avec sa grand-mère, qui l'adore mais qui l'utilise aussi comme une sorte d'objet d'étude. Ardente psychanalyste, Marie Bonaparte a en effet entrepris l'écriture d'un journal, Le Livre de Tatiana, après la naissance de sa petite-fille, et elle y note absolument tout ce qui la concerne,.
En 1942, les parents de Tatiana donnent naissance à un deuxième enfant, le prince Georges Radziwill,. Malgré tout, le couple s'éloigne et il décide de divorcer, peu après son retour en France, en 1945. Confiés aux soins de leur mère, Tatiana et Georges se retrouvent séparés de leur père, qui repart vivre en Afrique du Sud après son remariage avec une riche Américaine, Lida Lacey Bloodgood, dont il a trois autres enfants. De son côté, la princesse Eugénie convole en secondes noces avec le prince Raymond de Tour et Taxis, avec lequel elle a un fils, prénommé Charles-Alexandre. Tatiana passe par contre de longues périodes aux côtés de ses grands-parents maternels, avec lesquels elle effectue de nombreux voyages en Europe, en Amérique du Nord, en Afrique et en Asie,.
La princesse reçoit une éducation soignée, au sein de différents établissements situés en France et en Grèce. Elle parvient ainsi à parler couramment cinq langues et devient une bonne joueuse de piano. Étroitement apparentée à de nombreuses familles souveraines, elle assiste par ailleurs à de nombreux événements liés à la vie du gotha, parmi lesquels le couronnement de la reine Élisabeth II du Royaume-Uni (1953), la croisière des rois (1954), le mariage de Juan Carlos d'Espagne et de Sophie de Grèce (1962) ou l'union de Constantin II de Grèce et d'Anne-Marie de Danemark (1964). Cette proximité familiale explique d'ailleurs que Tatiana ait été, un temps, envisagée comme épouse du futur Harald V de Norvège.
Devenue infirmière à Saint-Cloud, Tatiana Radziwill y fait la connaissance du cardiologue Jean « John » Henri Fruchaud, dont elle tombe amoureuse. Le couple s'unit à Athènes en 1964, en présence de la famille royale de Grèce et d'autres personnalités importantes comme la reine Ingrid de Danemark. Après son mariage, le couple s'installe à Paris et donne le jour à deux enfants, Fabiola (1967) et Alexis (1969). Toujours aussi proche de la reine Sophie d'Espagne, Tatiana est régulièrement reçue avec son mari aux palais de la Zarzuela et de Marivent. La princesse accompagne par ailleurs régulièrement sa cousine dans ses voyages privés à l'étranger.
Gardienne des papiers de Marie Bonaparte, Tatiana Radziwill est l'objet de critiques de la part d'auteurs opposés à la psychanalyse, qui l'accusent de protéger la doxa freudienne,. D'autres chercheurs la remercient pourtant pour avoir mis à leur disposition des documents issus de ses archives familiales.

## Dans la culture

### À l'écran
Le rôle de la princesse Tatiana est interprété par l'actrice Paloma Bloyd dans le téléfilm espagnol Sofía (2011) d'Antonio Hernández.
Le personnage de la princesse apparaît par ailleurs, bébé, dans la deuxième partie du téléfilm Princesse Marie (2004) de Benoît Jacquot.
Le personnage de Tatiana fait également une apparition dans l'épisode « L'Amour ou la Couronne » de la série norvégienne La Roturière (2025) de Vibeke Idsøe.

### En littérature
Dans La Récréation (2013), Frédéric Mitterrand évoque la visite d'une exposition consacrée à Marie Bonaparte en compagnie de la princesse Tatiana et des souverains belges Albert II et Paola, en 2010.

## Quartiers de la princesse
|  |                                           |  |  |  |  |  |  |  |  |  |  |  |  |  |  |  |
|  | 16. Constantin Radziwill (es)             |  |  |  |  |  |  |  |  |  |  |  |  |  |  |  |
|  |                                           |  |  |  |  |  |  |  |  |  |  |  |  |  |  |  |
|  |                                           |  |  |  |  |  |  |  |  |  |  |  |  |  |  |  |
|  | 8. Dominique Radziwill                    |  |  |  |  |  |  |  |  |  |  |  |  |  |  |  |
|  |                                           |  |  |  |  |  |  |  |  |  |  |  |  |  |  |  |
|  |                                           |  |  |  |  |  |  |  |  |  |  |  |  |  |  |  |
|  | 17. Adela Kranicczanka                    |  |  |  |  |  |  |  |  |  |  |  |  |  |  |  |
|  |                                           |  |  |  |  |  |  |  |  |  |  |  |  |  |  |  |
|  |                                           |  |  |  |  |  |  |  |  |  |  |  |  |  |  |  |
|  | 4. Jérôme Radziwill                       |  |  |  |  |  |  |  |  |  |  |  |  |  |  |  |
|  |                                           |  |  |  |  |  |  |  |  |  |  |  |  |  |  |  |
|  |                                           |  |  |  |  |  |  |  |  |  |  |  |  |  |  |  |
|  | 18. Francisco de Agramonte y Agüero       |  |  |  |  |  |  |  |  |  |  |  |  |  |  |  |
|  |                                           |  |  |  |  |  |  |  |  |  |  |  |  |  |  |  |
|  |                                           |  |  |  |  |  |  |  |  |  |  |  |  |  |  |  |
|  | 9. María de los Dolores de Agramonte      |  |  |  |  |  |  |  |  |  |  |  |  |  |  |  |
|  |                                           |  |  |  |  |  |  |  |  |  |  |  |  |  |  |  |
|  |                                           |  |  |  |  |  |  |  |  |  |  |  |  |  |  |  |
|  | 19. María de los Dolores de Agramonte     |  |  |  |  |  |  |  |  |  |  |  |  |  |  |  |
|  |                                           |  |  |  |  |  |  |  |  |  |  |  |  |  |  |  |
|  |                                           |  |  |  |  |  |  |  |  |  |  |  |  |  |  |  |
|  | 2. Dominique Radziwill                    |  |  |  |  |  |  |  |  |  |  |  |  |  |  |  |
|  |                                           |  |  |  |  |  |  |  |  |  |  |  |  |  |  |  |
|  |                                           |  |  |  |  |  |  |  |  |  |  |  |  |  |  |  |
|  | 20. Charles-Ferdinand d'Autriche-Teschen  |  |  |  |  |  |  |  |  |  |  |  |  |  |  |  |
|  |                                           |  |  |  |  |  |  |  |  |  |  |  |  |  |  |  |
|  |                                           |  |  |  |  |  |  |  |  |  |  |  |  |  |  |  |
|  | 10. Charles-Étienne de Teschen            |  |  |  |  |  |  |  |  |  |  |  |  |  |  |  |
|  |                                           |  |  |  |  |  |  |  |  |  |  |  |  |  |  |  |
|  |                                           |  |  |  |  |  |  |  |  |  |  |  |  |  |  |  |
|  | 21. Élisabeth de Habsbourg-Hongrie        |  |  |  |  |  |  |  |  |  |  |  |  |  |  |  |
|  |                                           |  |  |  |  |  |  |  |  |  |  |  |  |  |  |  |
|  |                                           |  |  |  |  |  |  |  |  |  |  |  |  |  |  |  |
|  | 5. Renée d'Autriche-Teschen               |  |  |  |  |  |  |  |  |  |  |  |  |  |  |  |
|  |                                           |  |  |  |  |  |  |  |  |  |  |  |  |  |  |  |
|  |                                           |  |  |  |  |  |  |  |  |  |  |  |  |  |  |  |
|  | 22. Charles Salvator de Habsbourg-Toscane |  |  |  |  |  |  |  |  |  |  |  |  |  |  |  |
|  |                                           |  |  |  |  |  |  |  |  |  |  |  |  |  |  |  |
|  |                                           |  |  |  |  |  |  |  |  |  |  |  |  |  |  |  |
|  | 11. Marie-Thérèse de Habsbourg-Toscane    |  |  |  |  |  |  |  |  |  |  |  |  |  |  |  |
|  |                                           |  |  |  |  |  |  |  |  |  |  |  |  |  |  |  |
|  |                                           |  |  |  |  |  |  |  |  |  |  |  |  |  |  |  |
|  | 23. Marie-Immaculée de Bourbon-Siciles    |  |  |  |  |  |  |  |  |  |  |  |  |  |  |  |
|  |                                           |  |  |  |  |  |  |  |  |  |  |  |  |  |  |  |
|  |                                           |  |  |  |  |  |  |  |  |  |  |  |  |  |  |  |
|  | 1. Tatiana Radziwill                      |  |  |  |  |  |  |  |  |  |  |  |  |  |  |  |
|  |                                           |  |  |  |  |  |  |  |  |  |  |  |  |  |  |  |
|  |                                           |  |  |  |  |  |  |  |  |  |  |  |  |  |  |  |
|  | 24. Christian IX de Danemark              |  |  |  |  |  |  |  |  |  |  |  |  |  |  |  |
|  |                                           |  |  |  |  |  |  |  |  |  |  |  |  |  |  |  |
|  |                                           |  |  |  |  |  |  |  |  |  |  |  |  |  |  |  |
|  | 12. Georges Ier de Grèce                  |  |  |  |  |  |  |  |  |  |  |  |  |  |  |  |
|  |                                           |  |  |  |  |  |  |  |  |  |  |  |  |  |  |  |
|  |                                           |  |  |  |  |  |  |  |  |  |  |  |  |  |  |  |
|  | 25. Louise de Hesse-Cassel                |  |  |  |  |  |  |  |  |  |  |  |  |  |  |  |
|  |                                           |  |  |  |  |  |  |  |  |  |  |  |  |  |  |  |
|  |                                           |  |  |  |  |  |  |  |  |  |  |  |  |  |  |  |
|  | 6. Georges de Grèce                       |  |  |  |  |  |  |  |  |  |  |  |  |  |  |  |
|  |                                           |  |  |  |  |  |  |  |  |  |  |  |  |  |  |  |
|  |                                           |  |  |  |  |  |  |  |  |  |  |  |  |  |  |  |
|  | 26. Constantin Nikolaïevitch de Russie    |  |  |  |  |  |  |  |  |  |  |  |  |  |  |  |
|  |                                           |  |  |  |  |  |  |  |  |  |  |  |  |  |  |  |
|  |                                           |  |  |  |  |  |  |  |  |  |  |  |  |  |  |  |
|  | 13. Olga Constantinovna de Russie         |  |  |  |  |  |  |  |  |  |  |  |  |  |  |  |
|  |                                           |  |  |  |  |  |  |  |  |  |  |  |  |  |  |  |
|  |                                           |  |  |  |  |  |  |  |  |  |  |  |  |  |  |  |
|  | 27. Alexandra de Saxe-Altenbourg          |  |  |  |  |  |  |  |  |  |  |  |  |  |  |  |
|  |                                           |  |  |  |  |  |  |  |  |  |  |  |  |  |  |  |
|  |                                           |  |  |  |  |  |  |  |  |  |  |  |  |  |  |  |
|  | 3. Eugénie de Grèce                       |  |  |  |  |  |  |  |  |  |  |  |  |  |  |  |
|  |                                           |  |  |  |  |  |  |  |  |  |  |  |  |  |  |  |
|  |                                           |  |  |  |  |  |  |  |  |  |  |  |  |  |  |  |
|  | 28. Pierre-Napoléon Bonaparte             |  |  |  |  |  |  |  |  |  |  |  |  |  |  |  |
|  |                                           |  |  |  |  |  |  |  |  |  |  |  |  |  |  |  |
|  |                                           |  |  |  |  |  |  |  |  |  |  |  |  |  |  |  |
|  | 14. Roland Bonaparte                      |  |  |  |  |  |  |  |  |  |  |  |  |  |  |  |
|  |                                           |  |  |  |  |  |  |  |  |  |  |  |  |  |  |  |
|  |                                           |  |  |  |  |  |  |  |  |  |  |  |  |  |  |  |
|  | 29. Justine-Éléonore Ruflin               |  |  |  |  |  |  |  |  |  |  |  |  |  |  |  |
|  |                                           |  |  |  |  |  |  |  |  |  |  |  |  |  |  |  |
|  |                                           |  |  |  |  |  |  |  |  |  |  |  |  |  |  |  |
|  | 7. Marie Bonaparte                        |  |  |  |  |  |  |  |  |  |  |  |  |  |  |  |
|  |                                           |  |  |  |  |  |  |  |  |  |  |  |  |  |  |  |
|  |                                           |  |  |  |  |  |  |  |  |  |  |  |  |  |  |  |
|  | 30. François Blanc                        |  |  |  |  |  |  |  |  |  |  |  |  |  |  |  |
|  |                                           |  |  |  |  |  |  |  |  |  |  |  |  |  |  |  |
|  |                                           |  |  |  |  |  |  |  |  |  |  |  |  |  |  |  |
|  | 15. Marie-Félix Blanc                     |  |  |  |  |  |  |  |  |  |  |  |  |  |  |  |
|  |                                           |  |  |  |  |  |  |  |  |  |  |  |  |  |  |  |
|  |                                           |  |  |  |  |  |  |  |  |  |  |  |  |  |  |  |
|  | 31. Marie Hensel                          |  |  |  |  |  |  |  |  |  |  |  |  |  |  |  |
|  |                                           |  |  |  |  |  |  |  |  |  |  |  |  |  |  |  |
|  |                                           |  |  |  |  |  |  |  |  |  |  |  |  |  |  |  |

### Publication de la princesse Tatiana
- (fr) Tatiana Fruchaud, « Marie Bonaparte et Georges de Grèce, Souvenirs de Tatiana », dans Emmanuelle Le Bail et Marlène Cordier, Catalogue de l’exposition – Marie Bonaparte : portrait d’une femme engagée, Saint-Cloud, Musée d’art et d’histoire de Saint-Cloud, 2010, p. 17-25.

### Sur la princesse Tatiana
- (es) Carmen Enríquez, « Tatiana Radziwill, su prima del alma », dans Sofía, Nuestra reina, Madrid, Aguilar, 2018 (ISBN 8403519206), p. 184-186.
- (es) Ricardo Mateos Sáinz de Medrano, « Tatiana Radziwill, la amiga de siempre », dans La Familia de la Reina Sofía, La Dinastía griega, la Casa de Hannover y los reales primos de Europa, Madrid, La Esfera de los Libros, 2004 (ISBN 84-9734-195-3), p. 397-401.

### Sur la princesse et sa famille
- (fr) Célia Bertin, Marie Bonaparte, Paris, Perrin, 1982, 433 p. (ISBN 2-262-01602-X).

### Articles de presse
- (fr) « La princesse Tatiana Radziwill évoque sa mère Eugénie de Grèce », Point de vue, Images du monde, no 2184,‎ 7 juin 1990 (ISSN 0750-0475).
- (es) « Princesa Tatiana Radziwill y Dr. John Fruchaud », ABC,‎ 8 mars 2014 (lire en ligne).
- (es) Aurora G. Mateache, « Irene y Tatiana, sus confidentes », La Razón,‎ 2 novembre 2013 (lire en ligne).